# Sylvain Mbuki
Sylvain Mbuki est un officier militaire congolais qui a joué un rôle important dans l'histoire récente de la république démocratique du Congo.

## Biographie

### Parcours
Sylvain Mbuki commence sa carrière dans les Forces armées congolaises (FAC). En 1998, il occupe le poste de commandant du 10e bataillon des FAC basé à Goma, dans l'est de la république démocratique du Congo.
Le 2 août 1998, Mbuki lance un appel à l'insurrection contre le gouvernement de Laurent-Désiré Kabila sur les ondes de la radio locale « La Voix du Peuple » à Goma,. Dans cette déclaration, il annonce la décision de destituer le président Kabila. Cet acte est considéré comme le début de la rébellion qui donne naissance au mouvement Rassemblement congolais pour la démocratie (RCD).
Après sa déclaration, Mbuki devient l'un des membres du RCD, un mouvement rebelle pro-rwandais. Cette rébellion marque le début d'une période de troubles qui dure de 1998 à 2002, jusqu'à la signature des accords de Sun City en Afrique du Sud.
Après les accords de paix, Mbuki réintègre les Forces armées de la république démocratique du Congo (FARDC). Il atteint le grade de général et occupe le poste de commandant de l'armée de terre, qui forme la majorité des forces armées congolaises.
En 2004, des changements dans l'état-major de l'armée unifiée sont rapportés, mais Mbuki, issu du RCD, reste en poste à Goma.
Sylvain Mbuki fait partie des généraux et officiers qui sont décédés en 2010, dans des circonstances décrites comme « quelque peu tragiques ».